# Vysoká škola chemicko-technologická v Praze
Vysoká škola chemicko-technologická v Praze (VŠCHT Praha, anglicky University of Chemistry and Technology, Prague, UCT Prague) je českou veřejnou vysokou školou univerzitního typu se samosprávnou působností, která se zaměřuje na výuku a výzkum v oblasti chemie, chemické technologie, biochemie, biotechnologie a materiálového inženýrství. VŠCHT Praha nabízí studentům studium v akreditovaných studijních programech v bakalářském (Bc.), magisterském (Ing.) a doktorském (Ph.D.). Škola se zaměřuje kromě tradičních chemických odvětví i na výzkum biotechnologií, nanotechnologií, udržitelného růstu, nových zdrojů energie, ekologie a potravinářství. Mezi nové obory patří i farmakochemie, bioléčiva a molekulární inženýrství.
VŠCHT Praha sídlí ve vysokoškolském kampusu v Praze 6-Dejvicích, který sdílí s ČVUT v Praze. Škola je rozdělená do tří budov A, B a C. Budovy A a B se nacházejí v ulici Technická a budova C je nedaleko ve Studentské ulici.
Vysoká škola chemicko-technologická v Praze, jakožto přímý pokračovatel „Pražské polytechniky“, je jedním z nejstarších učilišť technické chemie na světě a největší vzdělávací institucí svého druhu ve středoevropském regionu s více než 200letou tradicí výuky technické chemie. Škola je členem European University Association (EUA), European Federation of National Engineering Associations (FEANI) a International Society for Engineering Education (IGIP).

## Významní absolventi
Od roku 1920 má VŠCHT Praha více než 18 000 absolventů, kteří významným způsobem ovlivnili nejen úroveň českého chemického průmyslu, ale také každodenní život. Je mezi nimi řada výjimečných či známých osobností:
- Stanislav Landa – absolvoval 1921, objevitel adamantanu
- Vladimir Prelog – absolvoval 1928, nositel Nobelovy ceny za chemii (1975)
- Otto Wichterle – absolvoval 1936, vynálezce měkkých kontaktních čoček
- Josef Srbek (1897–1982) – vynálezce přípravy titanové běloby rutilového typu (1933). Příjmy z vynálezu umožnily VŠCHT stavbu druhé budovy a celkové několikanásobně přesáhly příjmy z objevu materiálu pro čočky dr. Líma a Wichterleho
- František Šorm – absolvoval 1936, významný český chemik
- Eduard Hála – absolvoval 1946, zakladatel oboru fázových rovnováh
- Miloš Hudlický – absolvoval 1946, profesor Virginia State University, USA
- Ivan Ernest – absolvoval 1947, ředitel Woodward Reasearch Institute in Basel, Španělsko
- Drahoslav Lím – absolvoval 1949, objevitel hydrogelu užívaného pro výrobu měkkých kontaktních čoček a jeden ze zakladatelů vědního oboru zabývajícího se biomateriály, vedl v letech 1980–1987 Barnes–Hind and Revlon Science Institute v USA, profesor Kalifornské Univerzity v San Diegu
- Vojtěch Fried – absolvoval 1951, profesor New York University, USA
- Rudolf Zahradník – absolvoval 1952, český chemik a někdejší prezident Akademie věd České republiky
- Vladimír Hlaváček – absolvoval 1961, profesor State University of New York, USA
- Miroslav Smotlacha – český mykolog a chemik
- Vratislav Ducháček – absolvoval 1961, český chemik
- Jiří Drahoš – český vědec, fyzikální chemik, předseda Akademie věd ČR v letech 2009–2017, kandidát na prezidenta 2018
- Jaromír Kohlíček – absolvoval 1976, český politik, europoslanec
- Rut Bízková – česká politička, ministryně životního prostředí (2010)
- Miroslav Kalousek – absolvoval 1984, český politik
- Jan Zahradil – český politik, europoslanec
- Lucie Talmanová – absolvovala 1990, česká politička

## Koleje a menza

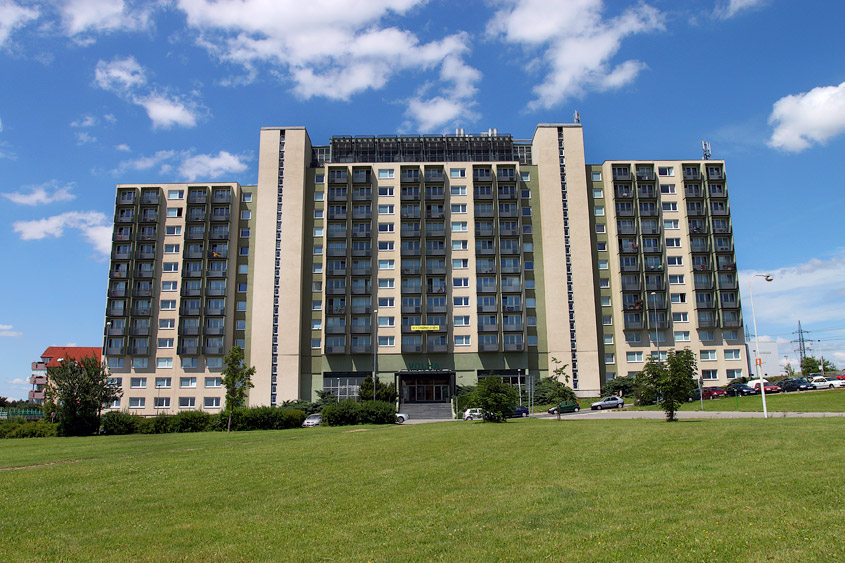
Kolej Volha

Kolej VŠCHT Sázava a Volha v areálu vysokoškolských kolejí v Praze 4 – Kunraticích mají kapacitu 1489 lůžek. VŠCHT Praha nadále zajišťuje (na základě smlouvy s VŠE a UK) provoz celého areálu vysokoškolských kolejí v Praze 4 – Kunraticích o celkové kapacitě cca 5 500 lůžek. Kolej Volha nabízí ubytování v jednolůžkových, dvoulůžkových a třílůžkových pokojích na buňkách (2 pokoje se společným sociálním zařízením) a v samostatných dvoulůžkových pokojích s vlastním sociálním zařízením, bez kuchyňky, které jsou společné na patrech. Kolej Sázava nabízí jednolůžkové, dvoulůžkové a partnerské pokoje s vlastním sociálním zařízením a kuchyňkou.
VŠCHT Praha vlastní a provozuje menzu umístěnou v areálu vysokoškolských kolejí v Praze 4 – Kunraticích, a to v přízemí objektu Volha. Menza disponuje kapacitou cca 200 míst. Menza poskytuje celodenní stravovací servis. Stravují se zde kromě studentů a zaměstnanců VŠCHT Praha i studenti ostatních VŠ – především pak VŠE, UK a ČVUT. Menza v roce 2011 vydala 111 500 jídel.

## Historie

### Pražská polytechnika (1806–1920)
Historie školy sahá hluboko do minulých století a odvíjí se od počátků výuky chemie v českých zemích. Prudký průmyslový vývoj v 18. století související s významnými technickými a přírodními objevy si vynutil založení Královského stavovského učiliště (pražské polytechniky), na níž byla dne 10. 11. 1806 zahájena výuka ve dvou odděleních, matematickém a chemickém. Na chemickém oddělení byla vedle všeobecné chemie vyučována i praktická chemie zaměřená na sklářství, železářství, běličství a barvířství. Postupně se počet oborů technické chemie rozšířil o pivovarnictví, cukrovarnictví, analytickou chemii, chemickou analýzu minerálů a technických plynů a další obory. Ve století 19. působila na chemickém oboru Pražské polytechniky řada významných osobností tehdejší vědecké obce. Základy technické chemie v Česku položili mezinárodně uznávaní profesoři Karl Augustin Neumann (1771–1866), Karl Napoleon Balling (1805–1868) a například autor první české vysokoškolské učebnice chemie a zakladatel principů českého chemického názvosloví Vojtěch Šafařík (1829–1902).

### Vysoká škola chemicko-technologického inženýrství (1920–1939)

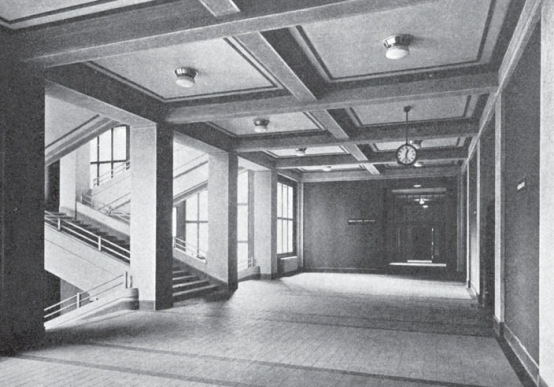
Interiér VŠCHT

Roku 1920, po reorganizaci Pražské polytechniky, vzniká Vysoká škola chemicko-technologického inženýrství jako jedna ze sedmi škol nově vzniklého Českého vysokého učení technického (ČVUT). Prvním českým profesorem chemie byl Jan Staněk. Úroveň chemického učení na konci 19. století byla velmi vysoká a v první části 20. století dosáhl vynikající český chemik profesor Emil Votoček (1872–1950) významného mezinárodního ohlasu. Jeho jménem jsou nazvána nejvyšší ocenění, Votočkovo stipendium a Votočkova medaile, udělovaná VŠCHT Praha vynikajícím studentům a mimořádným osobnostem v oboru chemie. Vysoká škola přesídlila v 30. letech do novostavby dnešní budovy A (dále od Vítězného náměstí). Budova B byla určena pro fakultu zemědělskou, lesnickou a Kloknerův ústav. Na základní kámen se klepalo v roce 1925.

### Fakulta chemická ČVUT (1945–1952)
Po znovuotevření českých vysokých škol v roce 1945 nese fakulta nejen nový název, ale i nové zaměření. Po odsunu sudetských Němců ze Sudet, kde byla koncentrována většina chemického průmyslu (sklářství, petrochemie, dusíkatá chemie), chybí kapacity na její technologickou obsluhu a údržbu, jakož i výzkumný personál. Po roce 1948 z důvodu vzniku železné opony dále dochází k rozhodnutí přesunout část chemické výroby, především petrochemie a výroby výbušnin, do vnitrozemí. Proto vzniká i specializovaná škola s tímto zaměřením v Pardubicích. Současně se ČVUT dělí na klasickou techniku, které zůstává původní název ČVUT a 3 samostatné vysoké školy: Vysoká škola chemicko-technologická (VŠCHT), Vysoká škola zemědělská a Vysoká škola politická – později přejmenovaná na Vysokou školu ekonomickou (VŠE).

### Vysoká škola chemicko-technologická v Praze (1952–současnost)

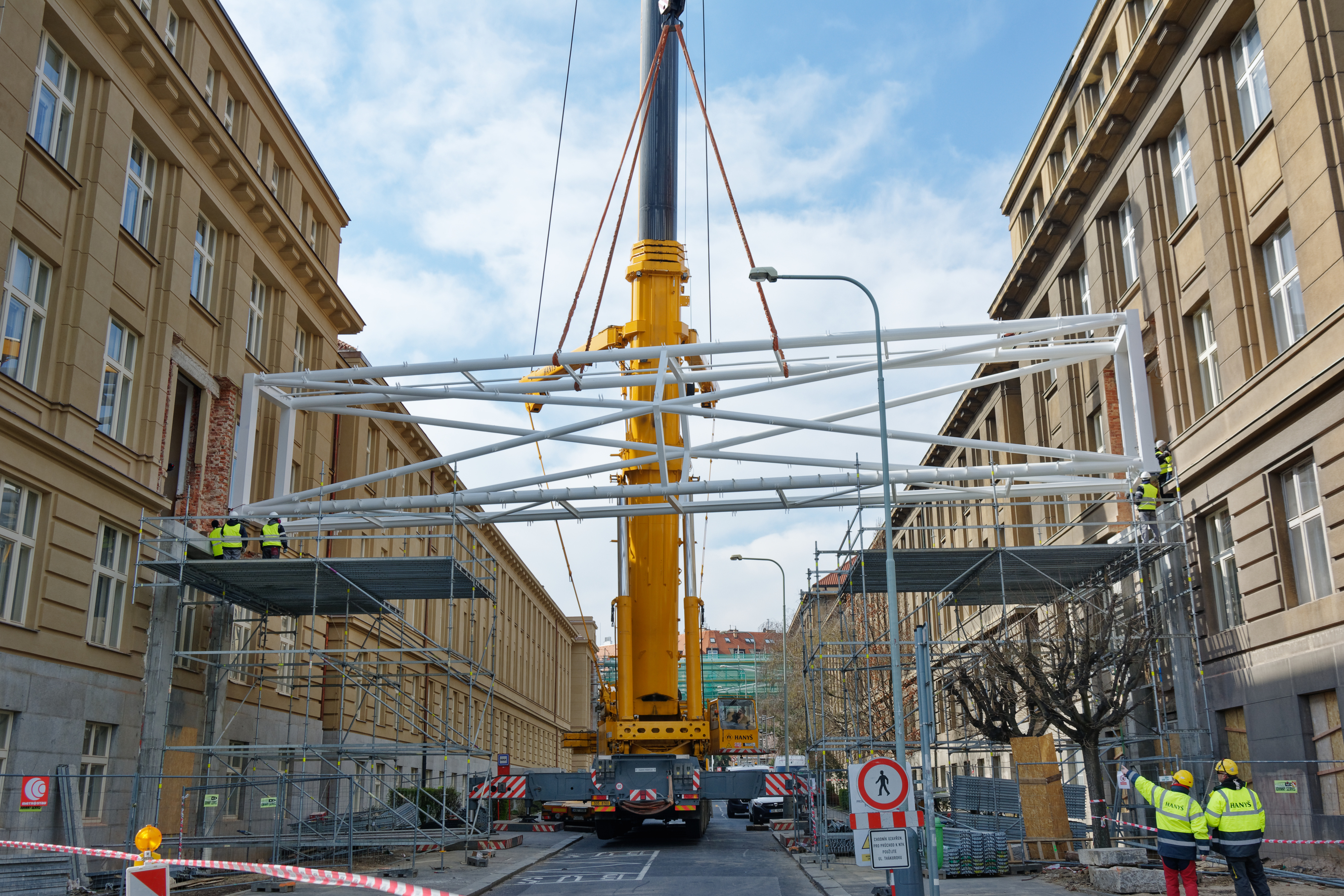
Propojení budov A a B dvěma můstky. Instalace nosné konstrukce druhého můstku dne 26. března 2020.

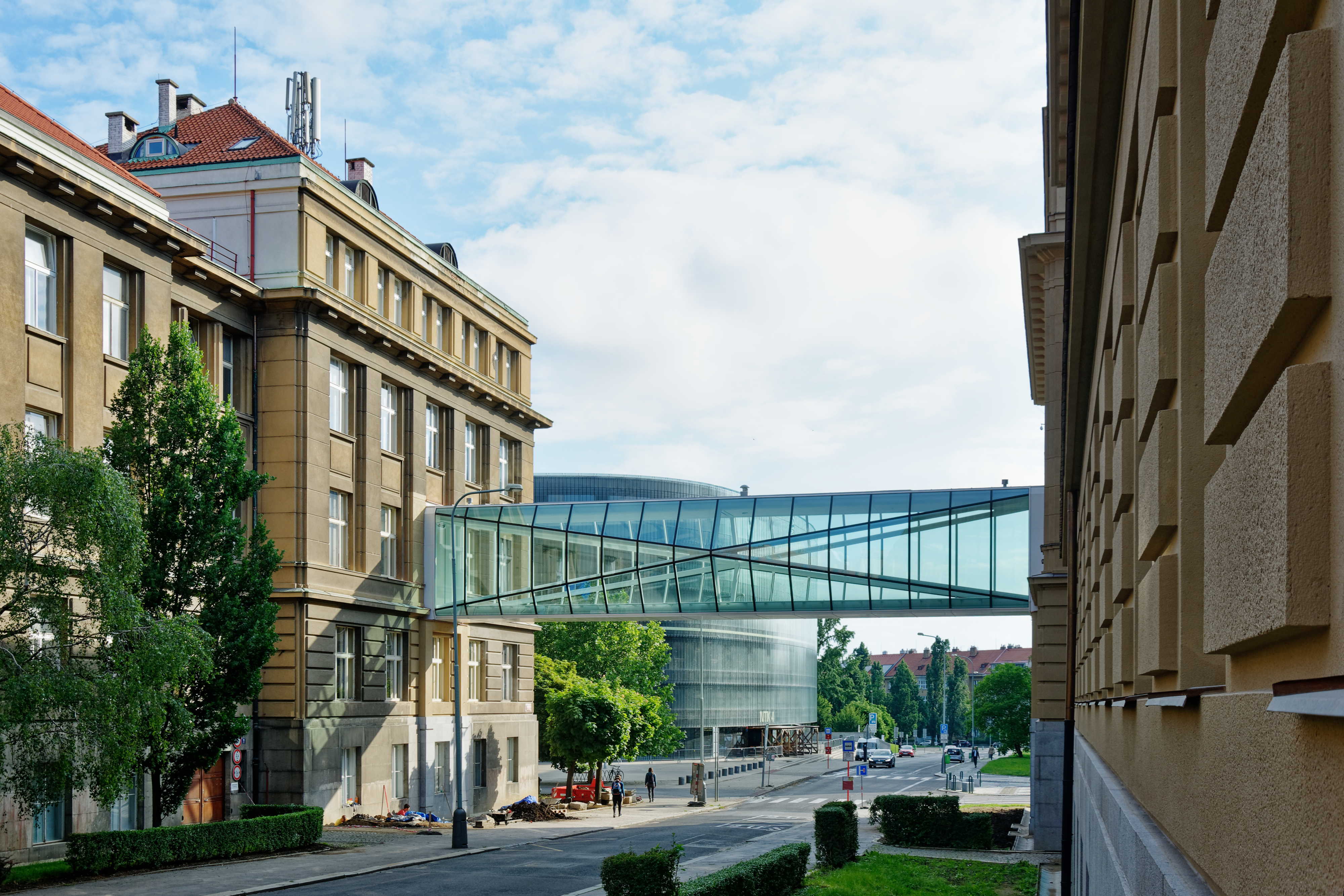
Propojení budov A a B dvěma můstky. Dolní můstek po dokončení.

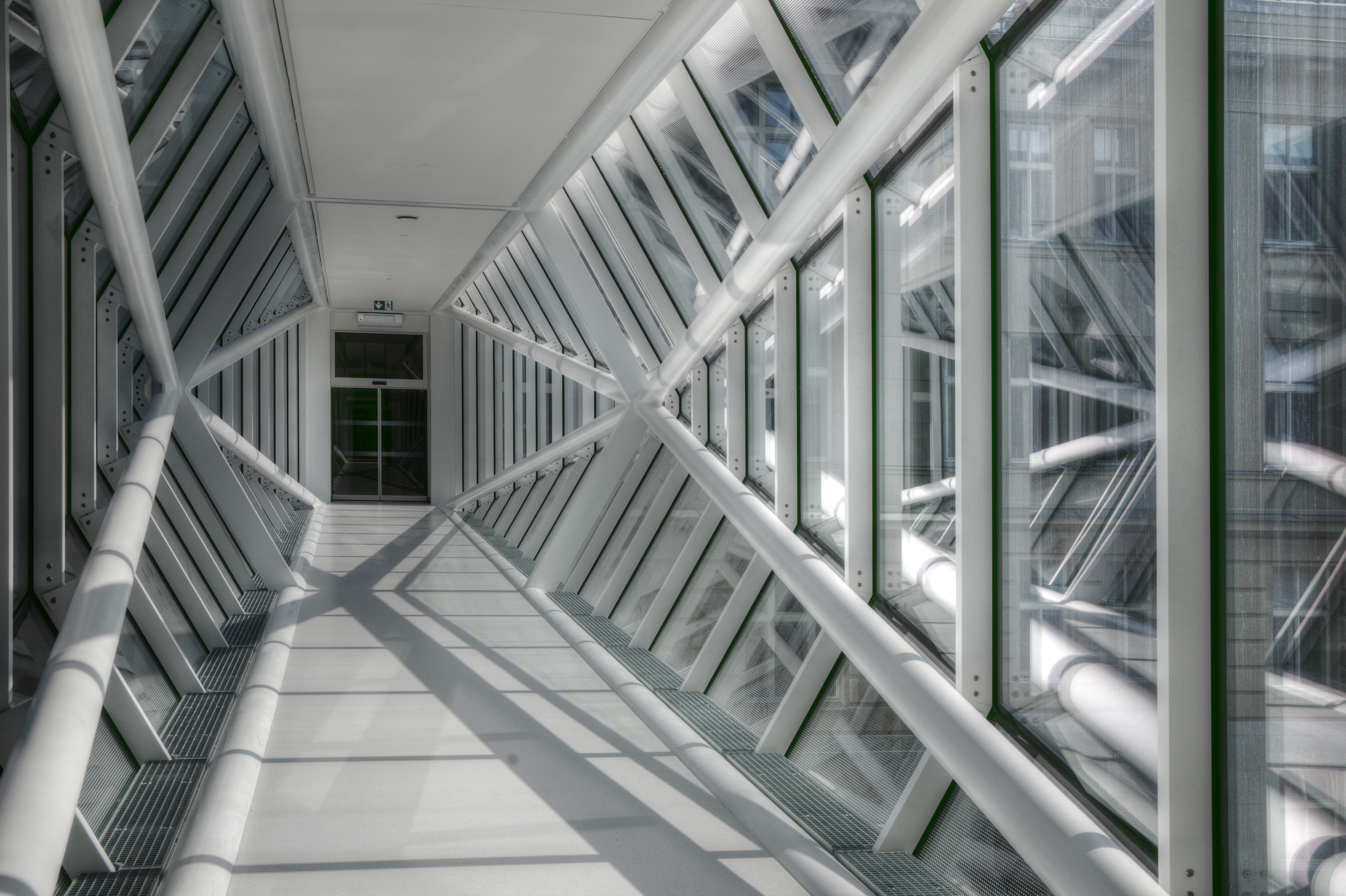
Průchod mezi budovami zevnitř

Samostatná Vysoká škola chemicko-technologická v Praze tedy vznikla 1. září 1952 nedobrovolným rozdělením škol ČVUT z moci úřední, respektive politické, a přejmenováním na původní předválečný název. Samostatná VŠCHT se od počátku skládala z fakulty organické technologie, fakulty anorganické technologie a fakulty potravinářské technologie. Dne 1. září 1953 byla založena fakulta technologie paliv přejmenovaná v roce 1959 na fakultu technologie paliv a vody. V roce 1960 byla založena fakulta automatizace a ekonomiky. Přijímací řízení se před rokem 1960 skládalo pouze z pohovoru s vyučujícím, později pak byly zavedeny písemné testy.

## Organizační struktura

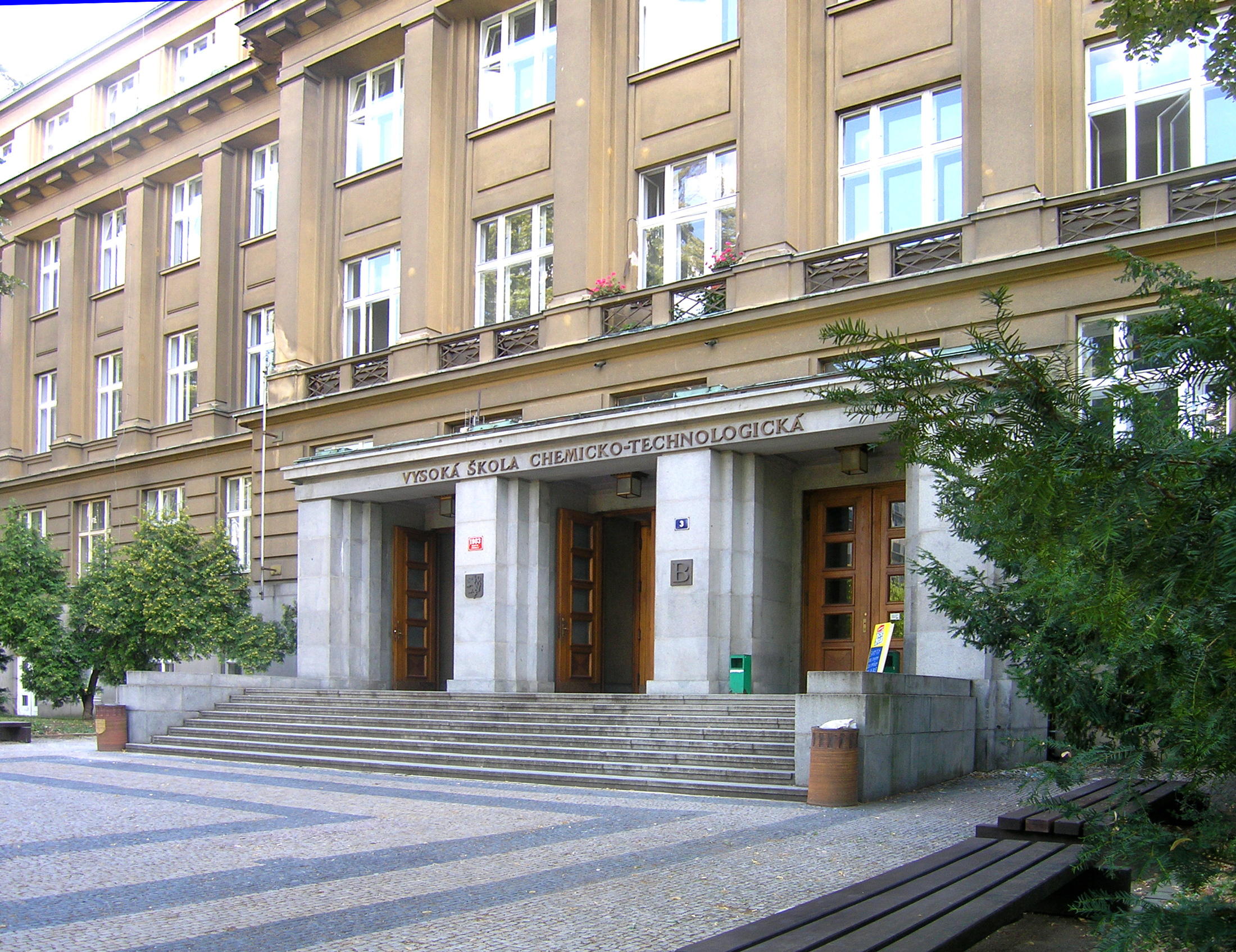
Budova B, Praha-Dejvice

Vysoká škola chemicko-technologická v Praze se skládá ze čtyř fakult. Na všech čtyřech fakultách školy v současnosti studuje přibližně 4000 studentů. Na škole působí asi 780 zaměstnanců akademické obce, administrativního a technického personálu. Z tohoto počtu je asi 84 profesorů, 119 docentů a 265 odborných asistentů a 28 asistentů, kteří se podílejí na výchově nových odborníků. Univerzita se svými 4 fakultami chemického zaměření je ve světovém žebříčku na 881. místě s 299 body. Na Univerzitu Karlovu ztrácí 70 bodů a na větší školy (ČVUT, MU Brno, PU Olomouc) 11 bodů.

### Rektor
Nejvyšším představitelem VŠCHT Praha je rektor VŠCHT Praha. Tuto funkci zastává od ledna 2024 prof. Ing. Milan Pospíšil, CSc.

### Fakulty a jejich děkani
- Fakulta chemické technologie (FCHT)
  - prof. Ing. Petr Zámostný, Ph.D.
- Fakulta technologie ochrany prostředí (FTOP)
  - prof. Ing. Pavel Jeníček, CSc.
- Fakulta potravinářské a biochemické technologie (FPBT)
  - doc. Ing. Aleš Rajchl, Ph.D.
- Fakulta chemicko-inženýrská (FCHI)
  - prof. Ing. Michal Přibyl, Ph.D.

### Ústavy
Jednotlivé fakulty se dělí na ústavy, které v 90. letech 20. století nahradily dřívější katedry. Na VŠCHT Praha je celkem 29 ústavů.

#### Fakulta chemické technologie
- Ústav anorganické chemie
- Univerzitní centrum VŠCHT Praha – Unipetrol v Litvínově
- Ústav anorganické technologie
- Ústav kovových materiálů a korozního inženýrství
- Ústav skla a keramiky
- Ústav chemie pevných látek
- Ústav organické chemie
- Ústav organické technologie
- Ústav polymerů
- Ústav inženýrství pevných látek
- Ústav informatiky a chemie
- Ústav chemické technologie restaurování památek

#### Fakulta technologie ochrany prostředí
- Ústav udržitelných paliv a zelené chemie
- Ústav technologie vody a prostředí
- Ústav energetiky
- Ústav chemie ochrany prostředí
- Ústav udržitelnosti a produktové ekologie

#### Fakulta potravinářské a biochemické technologie
- Ústav biotechnologie
- Ústav biochemie a mikrobiologie
- Ústav sacharidů a cereálií
- Ústav mléka, tuků a kosmetiky
- Ústav analýzy potravin a výživy
- Ústav konzervace potravin
- Ústav chemie přírodních látek

#### Fakulta chemicko-inženýrská
- Ústav analytické chemie
- Ústav fyzikální chemie
- Ústav chemického inženýrství
- Ústav fyziky a měřicí techniky
- Ústav matematiky, informatiky a kybernetiky

### Ostatní součásti a celoškolská pracoviště
Jsou jimi Správa účelových zařízení VŠCHT Praha, koleje VŠCHT Praha, Ústav tělesné výchovy a sportu, Ústav učitelství a humanitních věd, Ústav jazyků, Ústav ekonomiky a managementu, ordinace praktického lékaře, dětský koutek Zkumavka, oddělení hodnocení kvality, útvar interního auditu, referát kontroly, poradenské a kariérní centrum, sekretariát rektora, sekretariát kvestora, pedagogické oddělení, odd. pro vědu a výzkum, personální odbor, spisovna, odbor zásobování, ekonomický odbor, odd. bezpečnosti práce, zahraniční oddělení, odd. výstavby a údržby, odd. správy budov, odd. komunikace, centrální laboratoře, výpočetní centrum, odd. pro strategie a rozvoj, odd. sklářských dílen, odd. transferu technologií, odbor provozně-technických služeb, odd. veřejných zakázek, Centrum informačních služeb (vydavatelství, knihovna).

### Přijímací řízení
Škola přijímá v posledních letech cca 1500 studentů do bakalářských oborů, přičemž do druhého ročníku se dostane cca 600 studentů a necelých 400 ročně bakalářské studium dokončí. Pro magisterské studium škola přijímá ročně cca 400 studentů. Studenti také volí své zástupce do Akademického senátu. Akademický senát školy má 24 členů, z toho každá fakulta je zastoupena 4 akademickými pracovníky a 2 studenty. Funkční období členů akademického senátu z řad akademických pracovníku je tříleté, funkční období členů z řad studentů dvouleté. Členství v akademickém senátu je neslučitelné s funkcí rektora, prorektora, děkana nebo proděkana. K platnosti voleb v každé volební skupině je třeba účasti nejméně 15 % členů akademické obce. Akademický senát provede volbu kandidáta na rektora tak, že každý člen akademického senátu, chce-li odevzdat platný hlas, zakroužkuje ve volebním lístku pořadové číslo na abecedním seznamu u jednoho z kandidátů. Nezíská-li v prvním kole žádný z navrhovaných kandidátů platné hlasy nadpoloviční většiny všech členů akademického senátu, opakuje se volba s kandidátkou tvořenou dvěma kandidáty s největším počtem hlasů. V případě rovnosti počtu hlasů na druhém a dalších místech postoupí všichni kandidáti s tímto počtem hlasů. Zvolen je kandidát, pro kterého se vyslovila nadpoloviční většina všech členů akademického senátu. Nezíská-li ani ve druhém kole žádný z navrhovaných kandidátů platné hlasy nadpoloviční většiny všech členů akademického senátu, celá volba kandidáta na rektora se do jednoho měsíce opakuje. Návrh na odvolání rektora z funkce je přijat, jestliže se pro něj vyslovily nejméně tři pětiny všech členů akademického senátu.

### Počty studentů VŠCHT Praha a jednotlivých fakult (2007–2023)
Celkové počty studentů v bakalářských a navazujících magisterských studijních programech v letech 2007–2012 (počty ze zahajovací statistiky vždy k 31. 10.) jsou zahrnuty v následující tabulce:
| Akad. rok | 2007/08 | 2008/09 | 2009/10 | 2010/11 | 2011/12 | 2012/13 | 2016/17 | 2022/23 |
| --------- | ------- | ------- | ------- | ------- | ------- | ------- | ------- | ------- |
| FCHT      | 1004    | 1066    | 1038    | 1084    | 1063    | 923     | 1021    | 1094    |
| FTOP      | 402     | 424     | 387     | 404     | 398     | 315     | 283     | 334     |
| FPBT      | 1163    | 1134    | 1036    | 1045    | 1226    | 1281    | 1393    | 1239    |
| FCHI      | 503     | 495     | 464     | 408     | 443     | 412     | 604     | 958     |
| VŠCHT     | 3072    | 3119    | 2925    | 2941    | 3130    | 2931    | 3301    | 4074    |

V roce 2011 v bakalářském studiu meziročně vzrostl počet podaných přihlášek (+19 %) za současného zpřísnění výběru studentů ke studiu (meziroční pokles počtu přijatých ke studiu o 7 %). Zpřísnění výběru studentů do 1. ročníku dokumentuje i to, že v přijímacím řízení 2011/2012 se meziročně zvýšil počet nepřijatých ke studiu, a to o výrazných 181 %. V roce 2011 se relativně snížil počet přijatých z celkového počtu přihlášek na 67 %, přičemž v roce 2010 tento podíl činil 86 %. Data dále ukazují, že se meziročně zvýšil i počet studentů zapsaných ke studiu (+18 %) a v roce 2011 relativně narostl i podíl studentů, kteří skutečně nastoupili ke studiu, vztažený k počtu přijatých studentů (ze 46 % v roce 2009 na 52 % v roce 2010 a na 67 % v roce 2011).

#### Počty studentů v jednotlivých bakalářských studijních programech
Tabulka obsahuje počty studentů k 31. 10. 2012.
| Fakulta | Studijní program                                      | Počet studentů |
| ------- | ----------------------------------------------------- | -------------- |
| FCHT    | Aplikovaná chemie a materiály                         | 152            |
| FCHT    | Konzervování-restaurování objektů kulturního dědictví | 51             |
| FCHT    | Syntéza a výroba léčiv                                | 480            |
| FCHT    | Biomateriály pro medicínské využití                   | 115            |
| FTOP    | Technologie pro ochranu životního prostředí           | 251            |
| FPBT    | Potravinářská a biochemická technologie               | 572            |
| FPBT    | Syntéza a výroba léčiv                                | 189            |
| FPBT    | Forenzní analýza                                      | 363            |
| FCHI    | Inženýrství a management                              | 106            |
| FCHI    | Analýza léčiv                                         | 81             |
| FCHI    | Inženýrská informatika                                | 28             |
| FCHI    | Nano a mikrotechnologie v chemickém inženýrství       | 65             |
| FCHI    | Chemie                                                | 39             |
| VŠCHT   | Specializace v pedagogice                             | 99             |

#### Počet absolventů v bakalářských programech
Tabulka obsahuje počty absolventů v roce 2012 a 2017.
| Fakulta                   | 2012 | 2017 |
| ------------------------- | ---- | ---- |
| FCHT                      | 252  | 166  |
| FTOP                      | 72   | 41   |
| FPBT                      | 230  | 218  |
| FCHI                      | 106  | 113  |
| Specializace v pedagogice | 28   | 19   |
| VŠCHT                     | 688  | 557  |

### Výsledky přijímacího řízení bakalářského studia v letech 1996, 2006 a 2016
| Přijímací řízení      | FCHT | FCHT | FCHT | FTOP | FTOP | FTOP | FPBT | FPBT | FPBT | FCHI | FCHI | FCHI | VŠCHT | VŠCHT | VŠCHT |
| --------------------- | ---- | ---- | ---- | ---- | ---- | ---- | ---- | ---- | ---- | ---- | ---- | ---- | ----- | ----- | ----- |
|                       | 1996 | 2006 | 2016 | 1996 | 2006 | 2016 | 1996 | 2006 | 2016 | 1996 | 2006 | 2016 | 1996  | 2006  | 2016  |
| přihlášeno            | 662  | 1107 | 869  | 347  | 393  | 157  | 907  | 1380 | 1365 | 348  | 393  | 437  | 2264  | 3273  | 2828  |
| přijato celkem        | 471  | 774  | 722  | 260  | 358  | 147  | 660  | 1168 | 1048 | 264  | 335  | 350  | 1655  | 2654  | 2267  |
| nepřijato             | 191  | 333  | 147  | 87   | 35   | 10   | 84   | 193  | 317  | 84   | 58   | 87   | 609   | 619   | 561   |
| zapsáno do I. ročníku | 198  | 394  | 341  | 208  | 175  | 72   | 193  | 530  | 473  | 193  | 190  | 171  | 1058  | 1289  | 1057  |

### Studijní úspěšnost
VŠCHT patřila a patří mezi nejtěžší vysoké školy.[zdroj?] Propadovost je v mnoha letech vyšší než např. na MFF UK. Příčinou vysoké neúspěšnosti v I. ročníku bakalářského studia je pravděpodobně slabá připravenost absolventů středních škol na vysokoškolské studium, především pak nedostatečné znalosti z matematiky, chemie a fyziky, tj. základních disciplín potřebných pro studium na technické vysoké škole. VŠCHT Praha vychází studentům prvního ročníku vstříc úpravami studijních plánů a podmínek pro absolvování 1. semestru a I. ročníku, avšak jen s poměrně omezeným úspěchem, protože podstatný podíl studentů zapsaných do I. ročníku nemá zažité potřebné studijní návyky. Data počtu studentů a % ukončených studií z důvodu slabého prospěchu za školní rok 2009/2010
| Fakulta | I.ročník | neprospělo | II.ročník | neprospělo | III.ročník | neprospělo | I.Mgr | neprospělo | II.Mgr. | neprospělo |
| ------- | -------- | ---------- | --------- | ---------- | ---------- | ---------- | ----- | ---------- | ------- | ---------- |
| FCHT    | 370      | 44 %       | 190       | 21 %       | 192        | 9 %        | 154   | 6 %        | 112     | 3 %        |
| FTOP    | 150      | 70 %       | 59        | 10 %       | 45         | 16 %       | 65    | 14 %       | 70      | 0 %        |
| FPBT    | 339      | 45 %       | 145       | 17 %       | 208        | 17 %       | 166   | 15 %       | 180     | 3 %        |
| FCHI    | 121      | 48 %       | 70        | 20 %       | 101        | 9 %        | 87    | 17 %       | 85      | 11 %       |
| VŠCHT   | 980      | 49 %       | 464       | 18 %       | 546        | 13 %       | 472   | 13 %       | 447     | 4 %        |

Data počtu studentů v prvním ročníku a % ukončených studií z důvodu slabého prospěchu za školní rok 2016/2017
| Fakulta | I.ročník | neprospělo |
| ------- | -------- | ---------- |
| FCHT    | 341      | 50,6 %     |
| FTOP    | 73       | 60,7 %     |
| FPBT    | 476      | 48,9 %     |
| FCHI    | 171      | 49,4 %     |
| VŠCHT   | 1061     | 49 %       |

## VŠCHT Praha v literatuře a filmu, zajímavosti
- Budova B v roce 1976 je patrná ve filmu Zítra to roztočíme, drahoušku…! ve scéně svatby syna Reného (Luděk Sobota), která se odehrává před vstupem do Elektrotechnické fakulty ČVUT.
- Ve filmu Poslední vlak z roku 1982 jsou záběry poslucháren v budově A a dalších interiérů i exteriéru školy upravených na dobu děje, 50. léta 20. století. Bohužel hlavní hrdina Vladimír Dlouhý si nestihl přednášku o polymerech připravit, takže se o nich mnoho nedovíme. Snad jen to, že si ji do příště připravil.
- Logo školy, které vytvořil v roce 2003 Jaroslav Pekárek, tvoří dynamicky pojatý tvar křivule, která v logu symbolizuje chemii v červeném čtvercovém poli. V logu je tak spojena tradice oboru počínající v době pradávných alchymistických mistrů s dynamicky se vyvíjejícím oborem chemie v moderní době.

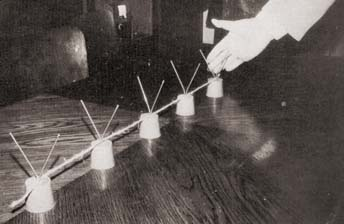
Jeden z přístrojů vyvinutých v Kahudově laboratoři měl za pomoci primitivních prostředků zesilovat mentionové záření organismu. Fotografie zachycuje řadu „antének“ propojených konopným provázkem. Dle prof. Kahudy byl konopný provázek dobrým vodičem mentální energie, protože se jedná o „dříve živou hmotu“.

- V letech 1970–1987 působil dlouholetý ministr školství František Kahuda v tzv. Psychoenergetické laboratoři (PEL) Fakulty chemického inženýrství VŠCHT v Praze. Po jeho smrti psychoenergetickou laboratoř vedl Ing. Valdemar Grešík. Práce v laboratoři skončily na počátku 90. let 20. století a na práci se podíleli Milan Calábek, Marta Foučková, Renata Loupourová anebo Ing. Josef Schrötter. Základními pomůckami byly lehká vrtulka s vertikální osou poháněná proudem teplého vzduchu nebo vzduchem od elektricky poháněné souosé vrtule a Crookesův „mlýnek“, tedy čtyřkřídlá vrtule ve zředěném vzduchu uváděná v pohyb tepelnou energií žárovky. Během experimentu pokusná osoba – senzibil – zastavovala pohyb vrtulek za pomoci „mentální“ energie. Mezi vědci se František Kahuda proslavil svéráznými představami, které za svého života prosazoval i do škol, například svojí teorií mentionů a psychonů, částic myšlení a mimosmyslové komunikace. Podle Kahudova tvrzení se má mention pohybovat nadsvětelnou rychlostí. Oponenti souhlasili sice s existencí takové rychlosti, nicméně požadovali změnu označení takových částic na Kahudův demention. František Kahuda obdržel Řád práce, vyznamenání Za zásluhy o výstavbu i medaili Jana Amose Komenského, byl docentem Vysoké školy ekonomické, Matematicko-fyzikální fakulty UK, ČVUT a od roku 1968 řídil Ústav sociálního výzkumu mládeže a výchovného poradenství na Pedagogické fakultě UK. Tedy dávno před CERNovským experimentem s neutriny předpokládal, že mentiony jsou rychlejší světla a vytvářejí jakýsi antisvět, opačný mentální časoprostor.
- Ještě na půdě ČVUT byl na základě jeho výsledků vyhlášen výzkumný úkol ČVUT – R – 004 „Mentální energie a její využití v praxi“. Úvodní oponentní řízení se konalo 3. ledna 1980 s doporučením řešit práci na úrovni vyhledávacího úkolu tak, aby byl uzavřen závěrečným oponentním řízením do konce roku 1980. O dalším osudu prací prof. Kahudy rozhodovalo koncilium odborníků svolané rektorem VŠCHT profesorem Jiřím Mosteckým.
- Na základě tohoto jednání PEL přešla do podřízenosti VŠCHT Praha a výzkum pokračoval v rámci nového fakultního úkolu VŠCHT F – 2290 – 922 „Fundamentální záření hmot“. V letech 1981–1982 byly výzkumné práce zaměřeny na fyzikální projevy mentálně aktivované hmoty.
- Za existence Psychoenergetické laboratoře fungovalo na VŠCHT Praha do roku 1992 i Výzkumné pracoviště pro psychotroniku a juvenologii pod vedením dr. Zdeňka Rejdáka. Oba týmy se však dlouhodobě nesnášely a vzájemnou spolupráci demonstrativně odmítaly. V roce 1999 mu byl Českým klubem skeptiků Sisyfos udělen historicky první zlatý Bludný balvan v kategorii jednotlivců a to za „mimořádné zásluhy v oboru experimentální telepatie jogurtu a za celoživotní psychotronické dílo“. Dr. Zdeněk Rejdák se ceny vzdal ve prospěch Jiřího Grygara.